# تحصیل گادزی
تحصیل گادزی (به انگلیسی: Gadezai) یک تحصیل در پاکستان است که در خیبر پختونخوا واقع شده‌است.